# Сервеєр-3
«Сервеєр-3» (англ. Surveyor 3 — геодезист) — третій американський спускний апарат, запущений для здійснення м'якої посадки на Місяць і рамках місячної програми «Сервеєр» із запуску безпілотних апаратів з метою вивчення Місяця з його поверхні. Другий апарат цієї серії, що успішно здійснив м'яку посадку на Місяць.
Запущений 17 квітня 1967 року, приземлився 20 квітня 1967 року в Морі Пізнаному, частині Океану Бур (3°00′54″ пд. ш. 23°25′05″ зх. д. / 3.015° пд. ш. 23.418° зх. д.). Апарат надіслав на Землю 6315 телевізійних зображень.

## Політ

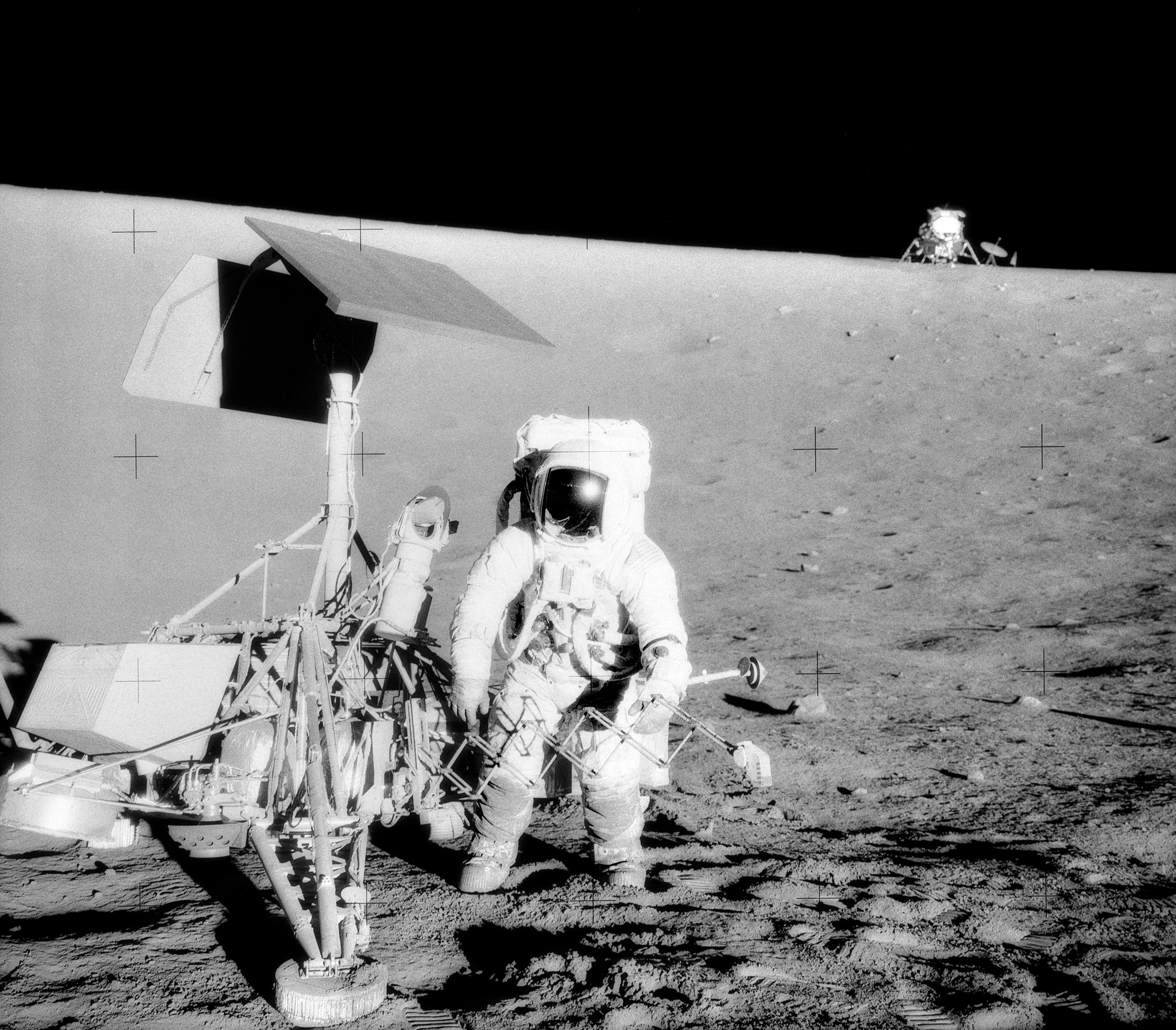
Чарльз Конрад молодший, командир «Аполлона-12», стоїть поряд із «Сервеєром-3». На задньому тлі місячний модуль «Аполлона-12», «Інтрепід» («Безстрашний»). Знімок виконав Алан Бін, пілот місячного модуля.

Під час посадки (в кратері, як виявилося) скелі з високим коефіцієнтом відбиття збивали радар для спуску. Двигуни не вимкнулися на висоті 4,3 м, як передбачалось планом місії, і посадковий модуль двічі підстрибнув на місячній поверхні. Перший відскок досяг висоти близько 10 м. Другий відскок досяг висоти близько 3 м. На третьому ударі з висоти трьох метрів, зі швидкістю, що була нижче запланованої на висоті 4,3 м, і дуже повільно зменшувалась — «Сервеєр-3» здійснив м'яку посадку, як передбачалося.
Ця місія «Сервеєра» була першою, що доставила забірник зразків поверхневих шарів ґрунту — совок, який можна побачити на розкладеному маніпуляторі на фотографіях. Цей механізм мав електричний привод і був використаний для викопування чотирьох траншей в місячному ґрунті. Ці траншеї були до 18 см у глибину. Зразки ґрунту від окопів були поміщені перед телекамерами «Сервеєра», щоб сфотографувати і передати фотографії радіосигналом на Землю.
3 травня 1967 року почалась місячна ніч, «Сервеєр-3» вимкнувся, оскільки його сонячні батареї не могли виробляти електроенергію. Наступного місячного дня (після 14 земних діб, або близько 336 годин) «Сервеєр-3» не зміг відновити роботу внаслідок впливу вкрай низьких температур. На відміну від «Сервеєра-1», який зміг двічі відновити роботу після місячних ночей, «Сервеєр-3» не зміг відновити роботу наступного місячного дня (після 14 земних діб, або близько 336 годин) внаслідок впливу вкрай низьких температур.

## Конструкція

### Рама
Рама апарата мала базову трикутну форму з алюмінієвих труб, що спрощувало монтування науково-технічного обладнання. У кутах рами кріпились три відкидні посадкові ноги з амортизаторами і опорами. Під час запуску опори перебували складеними під обтічником. Опори і амортизаційні блоки, укріплені на кожній нозі, складались з алюмінієвих чарунок, за рахунок деформації яких поглиналася енергія посадкового удару. Опори розкладалися на 4,3 м від центру апарата. Апарат був висотою приблизно 3 м.

### Живлення
На вершині вертикальної щоглі висотою понад один метр, розташованої в центрі трикутника, були сонячні батареї площею 0,855 м² з 792 фотоелементів, що створювали потужність до 85 Вт, додатково використовувались срібно-цинкові батареї.

### Зв'язок
До центру щогли кріпилась рухома плоска антена з високим коефіцієнтом підсилення, що передавала телевізійні зображення. Дві неспрямовані антени на кінцях розкладних щогл використовувались для передачі і прийому команд. Апарат мав два передавача і два приймача.

### Теплозахист
Теплозахист забезпечувався поєднанням білої фарби і оздобленням з високим коефіцієнтом тепловиділення, нанесеними на поліровану алюмінієву основу.

### Відсіки апаратури
На рамі у двох відсіках з контрольованою температурою розміщувалась електронна апаратура. Відсіки були вкриті потужною теплоізоляцією, крізь яку проходили теплові канали, також у відсіках були терморегулювачі і маленькі електричні нагрівачі. В одному відсіку, у якому підтримувалася температура від 5 до 50 °C, розміщувалось обладнання для зв'язку і контролю електропостачання. В іншому, у якому підтримувалася температура від −20 до 50 °C, розміщувалось обладнання для обробки сигналів.

### Інженерне обладнання
Телевізійна камера була змонтована близько біля вершини триніжка. У структуру були вставлені тензодатчики, температурні сенсори та інше інженерне обладнання.
Один фотометричний приціл було змонтовано біля кінця посадкової опори. Одна коротка стріла розкладалася з центру структури.
Сонячний сенсор, датчик Канопуса і швидкі гіроскопі, що оберталися у кардановій підвісці, допомагали визначити орієнтацію апарата.

### Рух і орієнтація
Рух і орієнтація здійснювались за допомогою холодного азоту під час фази польоту. Твердопаливний двигун у формі сталевої кулі, змонтований у центрі апарата, використовувався при посадці. Три малі ракетні двигуни з керованою тягою використовувались під час корекції орбіти і посадки. Двигуни працювали на гідраті монометилгідразину (пальне) і суміші MON-10 (90 % диоксиду динітрогену (N2O2) і 10 % монооксиду азоту (NO)). Кожна камера згоряння мала тягу 130—460 Н, один двигун повертався для контролю крену. Паливо зберігалося у сферичних баках, прикріплених до рами апарата.

### Схема посадки
Висотомір вмикав головний ракетний двигун для початкового гальмування. Після закінчення роботи твердопаливного двигуна відокремлювались висотомір і двигун. Після цього вмикались доплерівський і висотомірний радари, що забезпечували інформацію для роботи автопілота, який контролював систему малих двигунів до посадки.

## Наукове обладнання

### Телекамера

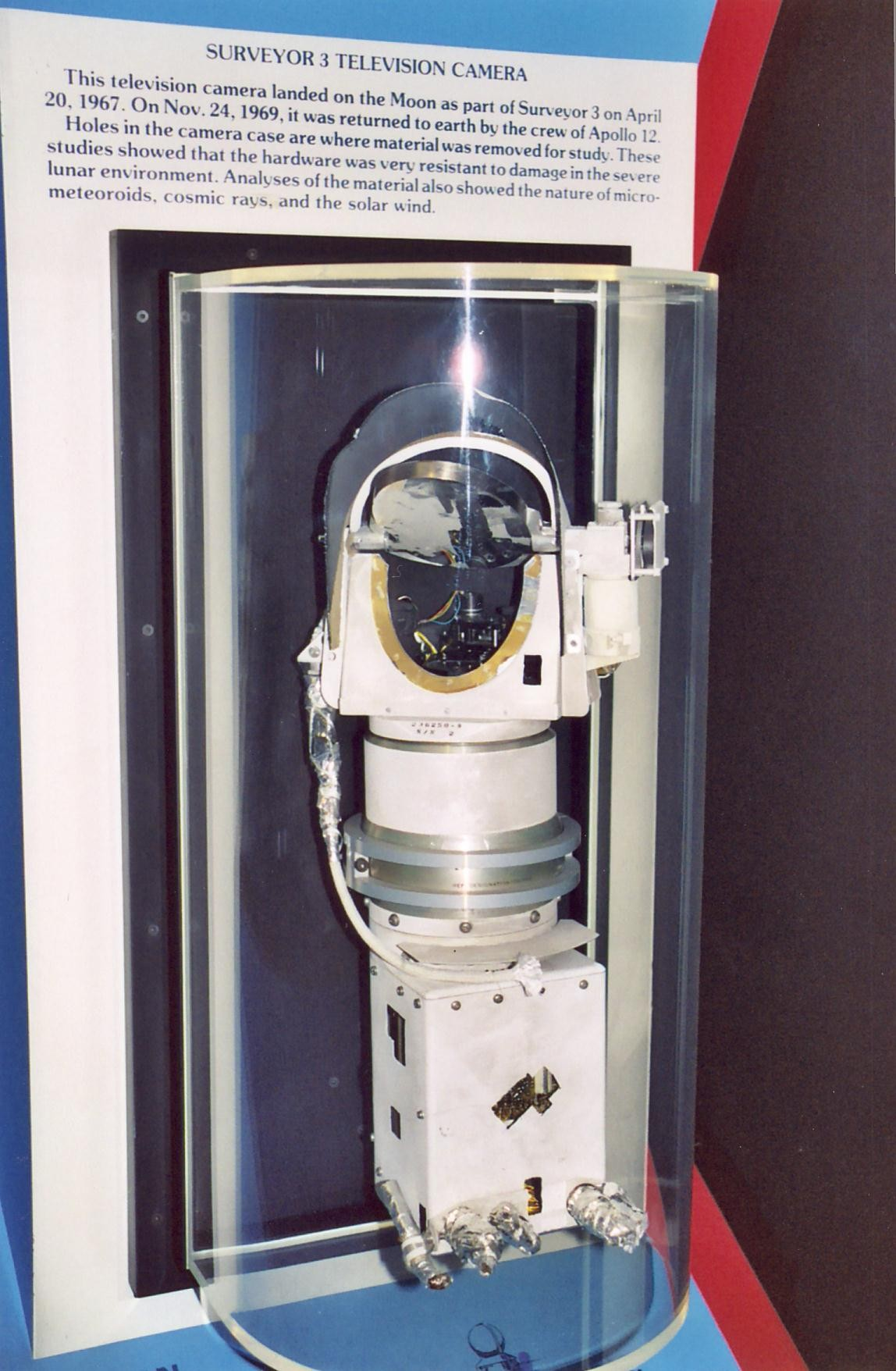
Камера «Сервеєра-3», доставлена з Місяця екіпажем «Аполлона-12», виставлена в Національному музеї авіації та космонавтики

Телевізійна камера «Сервеєра-3» складалася з трубки відикона, двох лінз із фокусною відстанню 25 і 100 мм, затворів, світлофільтрів й діафрагми, встановлених вздовж осі, що була нахилена на 16 градусів до центральної осі апарата. Телекамера була встановлена під дзеркалом, яке могло переміщуватись за азимутом (горизонтально) і висотою (вертикально). Робота камери повністю залежала від надходження належних команд із Землі. Покадрове охоплення місячної поверхні було отримано після оберту на 360 градусів за азимутом в проміжку від 40 градусів вище площини, перпендикулярної осі «Z» камери до −65° нижче цієї площини.
Були використані режими роботи телекамери з передачею 600 і 200 ліній.
У режимі 200 ліній один кадр сканувався кожні 61,8 с і дані передавалися неспрямованою антеною. Повна передача зображення відеосигналом в режимі 200 ліній тривала 20 секунд на частоті 1,2 кГц.
Фотографії у режимі 600 ліній передавались спрямованою антеною. Отримані фотографії сканувались раз на 3,6 с. Кожне зображення в режимі 600 ліній вимагало номінально одну секунду для зчитування картинки з відикона, і частоту 220 кГц для передачі цифрового сигналу. Телевізійні зображення були показані на Землі у повільному скануванні на екрані телевізора, який був вкритий фотолюмінофором довгострокової стійкості відповідно до номінальної максимальної частоти кадрів. Один кадр зображення утворювався з кожного отриманого фото в режимі реального часу зі швидкістю, сумісною з отримуваним зображенням. Ці дані були записані на магнітну стрічку відеомагнітофона. Між 20 квітня і 3 травня 1967 року камера надіслала 6315 фотографій — зокрема, самого космічного апарата, панорами місячної поверхні, вигляд механічного екскаватора при роботі і Землі під час сонячного затемнення.
Місячний модуль «Аполлона-12» приземлився біля «Сервеєра-3» 19 листопада 1969 року. Астронавти Конрад і Бін оглянули апарат і доставили частини «Сервеєра-3» на Землю масою близько 10 кг, зокрема його телекамеру, яка зараз на постійній експозиції в Національному музеї авіації та космонавтики у Вашингтоні.

## Механізм ґрунтозабору

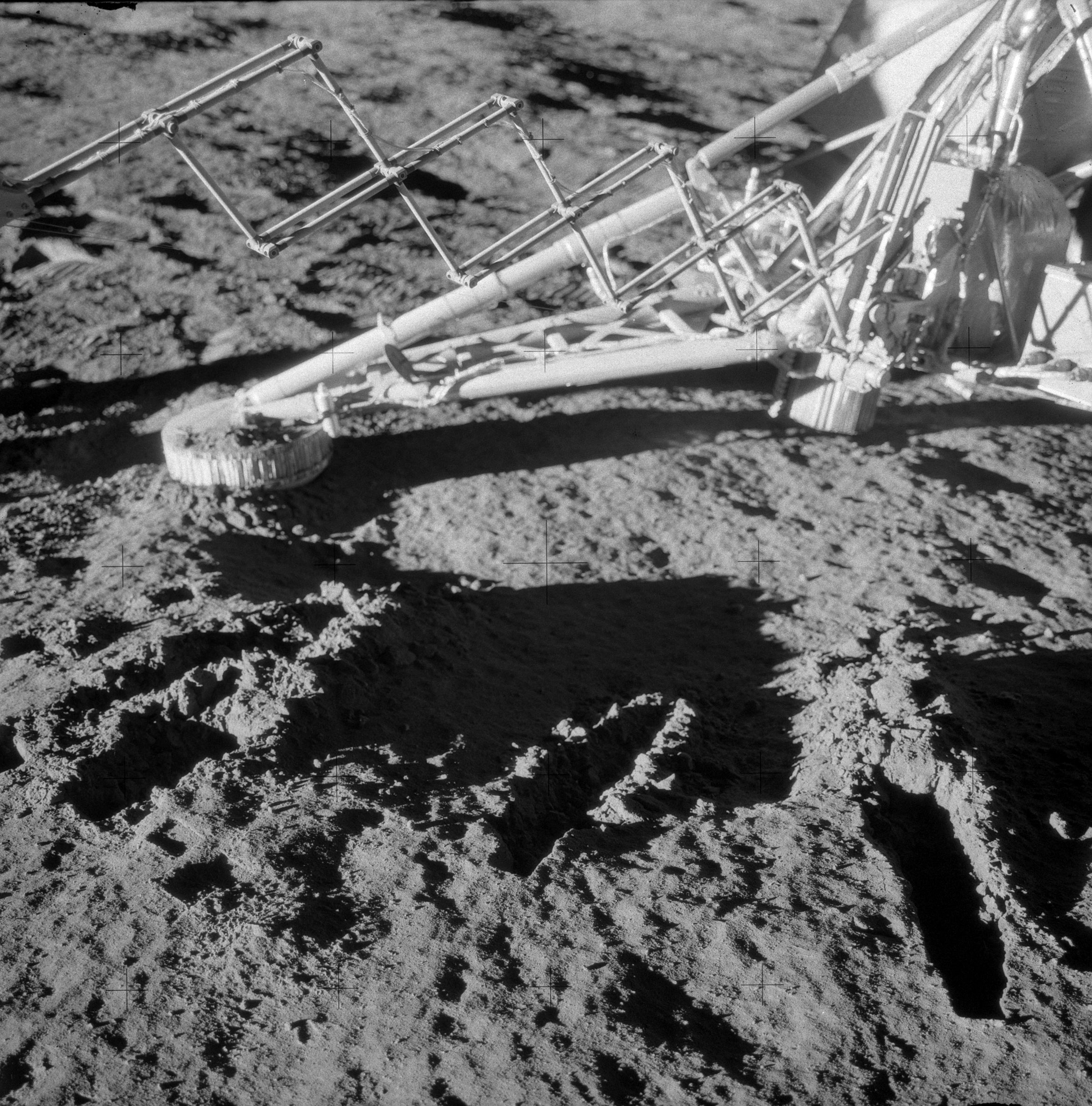
«Сервеєр-3», сфотографований екіпажем «Аполлона-12»

Механізм ґрунтозабору був розроблений, щоб викопати і перемістити місячний ґрунт, водночас відбувалось фотографування процесу для отримання властивостей місячної поверхні. Пробозабірник був встановлений нижче телевізійної камери і складався переважно з совка розмірами 120 мм у довжину і 50 мм завширшки. Совок складався з контейнера, заточеного леза, і електромотора, що відкривав і закривав контейнер. Совок був здатний утримувати максимально твердої речовини з місячної поверхні діаметром приблизно 32 мм і максимум 100 см³ гранульованого матеріалу. Совок був встановлений на пантографі, який розкладався на довжину приблизно 1,5 м або складався близько до космічного апарата електричним приводом. Рука могла переміщуватись з азимутом від 40 до −72° або бути піднята на 130 мм електроприводами. Він також міг з розгоном торкнутися місячної поверхні з використанням сили прискорення. Ґрунтозабірник здійснив сім випробувань підшипників, чотири випробування копання траншеї і 13 випробувальних ударів. Загальний час роботи за 10 підходів становив 18 годин 22 хвилини. Вимірювання струмів двигуна і сил, прикладених до поверхні не відбулось у зв'язку зі станом телеметрії космічного апарата після незапланованої посадки на місячну поверхню. Невеликі деформації механічними напруженнями виключали визначення щільності при випробуванні ударами. Занурення на глибини від 38 до 50 мм були отримані при випробуванні підшипників, а глибина 175 мм була досягнута під час копання траншеї.

## Аполлон-12 і можливість міжпланетного забруднення
Посадковий майданчик «Сервеєра-3» був обраний метою посадки для місячного модуля «Аполлона-12» у 1969 році. Кілька компонентів посадкового модуля «Сервеєра-3» були зняті і повернуті на Землю для вивчення довгострокових наслідків впливу суворого місячного середовища на штучні об'єкти і матеріали. Це був перший і єдиний випадок відвідання землянами штучного об'єкта за межами Землі станом на 2019.
З'ясувалося, що звичайні бактерії, стрептококи (Streptococcus mitis), випадково забруднили камеру до запуску, вижили в латентному стані в суворих умовах протягом двох з половиною років, і були виявлені після повернення камери на Землю.
Цей випадок може бути підтвердженням правдоподібності ідеї міжпланетної панспермії, водночас незалежні дослідники сумніваються у виживанні бактерій всередині «Сервеєр-3» на Місяці. (Див. Доповіді про Streptococcus mitis на Місяці)

## Наслідки

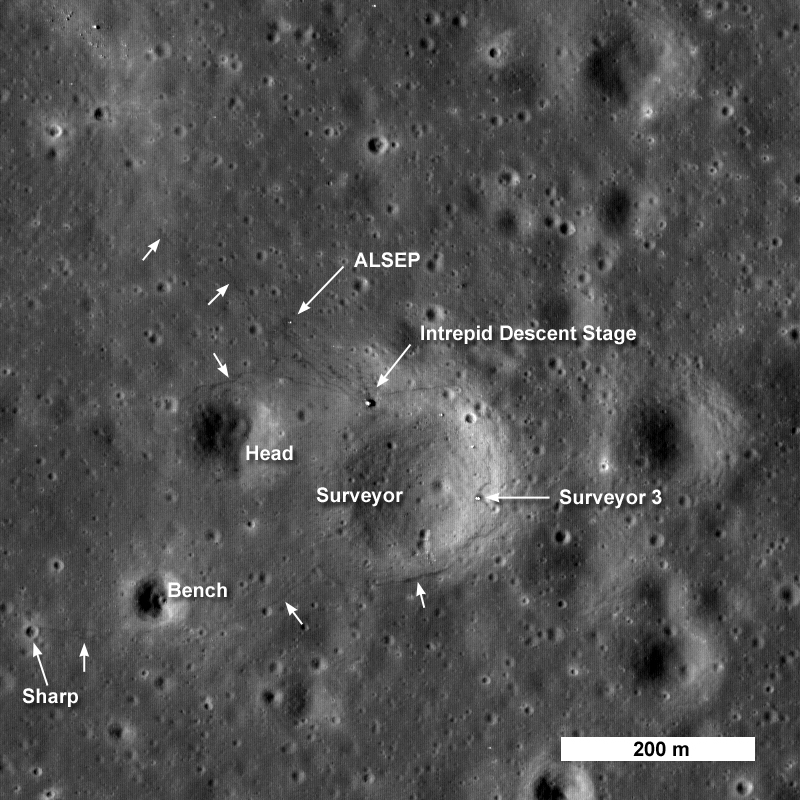
Місце посадки «Сервеєра-3» й «Аполлона-12». Знімок зонда LRO, 2009

Після виявлення бактерій НАСА вирішило суворо здійснювати абіотичні процедури при підготовці космічних зондів для запобігання забруднення планети Марс та інших астрономічних тіл, які, можливо, мають умови, придатні для життя.
Космічний апарат «Галілео» був свідомо зруйнований наприкінці своєї місії, увійшовши в атмосферу Юпітера, щоб уникнути можливості забруднення супутника Юпітера Європи бактеріями від Землі.
Зонд «Кассіні» був знищений в атмосфері Сатурна наприкінці його місії у вересні 2017 року.